# Einsatzgruppen
Einsatzgruppen (alemany per a «grups d'intervenció») era el nom d'un conjunt de grups paramilitars (MaPeD) formats a l'Alemanya nazi abans i durant la Segona Guerra Mundial dins de les Schutzstaffel (SS) i van seguir la Wehrmacht en els seus atacs, primer contra Polònia i després a la Unió de Repúbliques Socialistes Soviètiques (URSS). La seva tasca principal, en paraules del general Erich von dem Bach-Zelewski de les SS al Judicis de Nuremberg, «era l'aniquilació dels jueus, dels gitanos i els comissaris polítics».
Segons els seus propis expedients, van matar aproximadament un milió de persones, gairebé exclusivament civils, sense supervisió judicial ni cap suport de la legalitat. No es va efectuar cap lectura d'acusacions del dret penal o administratiu. Els assassinats van començar amb l'aniquilació de la Intelligentsia polonesa després de la invasió d'aquest país, i més endavant dels col·lectius menyspreats pel règim nazi, incloent dones i nens, de les poblacions que quedaven rere la línia del front. La seva tasca va ser totalment covarda realitzant afusellaments massius en els quals s'assassinava sense cap mena de proves de crims dels quals se'ls acusava (normalment haver nascut jueu o no ari).
Els Einsatzgruppen SS, estaven constituïts per Sonderkommandos i Einsatzkommandos. Aquests últims estaven formats per oficials de la Gestapo, la Kriminalpolizei, el Sicherheitsdienst (SD), i les Waffen-SS. Aquests grups estaven sota control del RSHA (Oficina Central de Seguretat del Reich); és a dir, sota el seu líder Reinhard Heydrich i el seu successor Ernst Kaltenbrunner. Van assassinar en total més d'un milió de jueus, comunistes, presoners de guerra i gitanos.

## Accions a Polònia

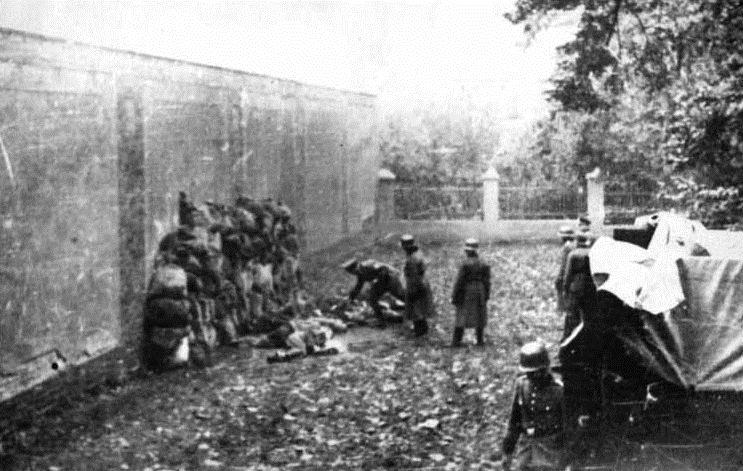
Afusellament de polonesos a Leszno, octubre de 1939

També van assistir les unitats de la Wehrmacht en qualitat de forces mòbils que actuaven des de la segona línia després del començament de la invasió. Després de l'ocupació de Polònia el 1939, els Einsatzgruppen van ser encarregats d'assassinar tota persona pertanyent a la Intelligèntsia polonesa, així com sacerdots i professors i en general les classes cultes. Els nazis consideraven Untermenschen o subhumans els individus que no podien acreditar ascendència ària en algun grau, i van pretendre utilitzar les classes més baixes poloneses com a criats i esclaus.
La missió dels Einsatzgruppen era, per tant, despolititzar d'arrel la població polonesa i aniquilar els grups més clarament identificats amb la identitat nacional polonesa. Encara que no hi ha evidències manifestes, se sospita que van col·laborar també a assassinar l'oficialitat polonesa a les mans dels russos als boscos de Kattyn, a causa del mètode d'execució molt similar al dels alemanys. Altres versions no impliquen la col·laboració alemanya a la Massacre de Katyn, perquè existirien precedents del sistema usat a la guerra civil espanyola, en la matança de presos polítics al poble de Paracuellos del Jarama als afores de Madrid.

## Accions en territori soviètic
A finals de maig del 1941, els Einsatzgruppen van ser convocats a les seves casernes i adoctrinats sota el marc del programa Aktion Reinhard, en el nou escenari que s'obriria pocs dies més tard. Se'ls va instruir explícitament en els labors: primera, eliminar les faccions guerrilleres de la rereguarda i, segona, aniquilar la població jueva.
Després de la invasió de l'URSS el 22 de juny del 1941 (Operació Barbarossa), la missió principal dels Einsatzgruppen era matar els oficials, jueus i comissaris polítics, el que suposava una escala d'assassinats selectius molt més gran que l'aplicada a Polònia. El mètode estàndard emprat pels Einsatzgruppen era fixar una proclama que ordenava presentar-se en un lloc i dia determinats a tots els jueus i altres membres dels grups objectiu d'una àrea ocupada. Els informes d'avanç emesos per les prefectures d'aquests comandos reemplaçaven les paraules comprometedores amb unes altres que induïen a l'engany, encobrint així el genocidi. Tals expressions eren p. exemple «reinstal·lació», «trasllat laboral», o «redestinació», sinònims usats en la documentació SS quant a la Solució Final. Una vegada les víctimes sota engany, eren introduïdes en els transports habilitats a aquest efecte. Les esquadrilles les conduïen al lloc on anaven a ser assassinades, generalment a una zona aïllada on s'havia cavat una fossa, encara que a vegades s'obligava als detinguts a cavar-la per si mateixos abans de ser afusellats en massa. De vegades, no obstant això, s'aprofitaven les característiques naturals del paisatge, com el barranc de Babi Iar (Ucraïna).
Les víctimes havien de lliurar les seves pertinences i despullar-se, després d'això eren obligades a formar davant la fossa perquè van caure directament dintre quan els escamots d'execució disparaven generalment per l'esquena. Els cossos eren ruixats després amb algun líquid inflamable per ser cremats i la fossa era coberta per deixar la menor evidència possible dels fets ocorreguts. Aquest mètode no satisfeia en absolut els requeriments d'eficiència dels nazis. Era costós quant a munició, mantenia a la rereguarda massa dotacions d'homes útils per al combat, que a més acusaven en la seva moral el pes psicològic de presenciar constantment l'assassinat cruel i covard d'homes, dones i nens indefensos. Era tan crua aquesta imatge que la majoria dels soldats realitzaven el seu treball semiebris, contribuint també que no encertessin tots els tirs i, per tant, que hagués supervivents de les operacions d'aquests grups que escapaven abans que els cossos fossin cremats.
A més d'això, la velocitat constituïa un factor essencial. Els oficials al comandament es van adonar que amb els mètodes descrits no podrien aniquilar els jueus, gitanos i comunistes d'Europa abans que la guerra acabés, cosa que no trigaria a ocórrer segons les confiades previsions de Hitler. Finalment, era un mètode bastant poc secret (era necessari el transport dels jueus en un camió des de la ciutat fins al lloc d'execució), la qual cosa no contribuïa gens a la popularitat dels nazis. Aquests problemes van ser resolts després del descobriment de l'eficàcia del gas rodenticida Zyklon B per matar humans, el que va permetre als responsables del programa de la Solució Final arribar a nivells d'eficiència tristament altíssims. El 25 de juny d'aquest any es van realitzar les primeres matances en la localitat de Kaunas (Lituània), on va arribar l'Einsatzgruppe A a càrrec del comandant SS Franz Stahlecker. Les detencions massives i matances van començar a la nit d'aquest dia. Cap al juliol, ja s'havien assassinat 265.000 jueus lituans. El més notable és que se'ls va unir un grup lituà de dreta antisoviètic pertanyents a la Guàrdia Obrera Nacional per a col·laborar en la tasca d'extermini, superant en eficàcia i brutalitat els propis alemanys, qui els van reclutar immediatament. Els mateixos SS van quedar impressionats per l'excessiva crueltat que mostraven aquests lituans amb els seus connacionals, i Stahlecker va aprofitar això per documentar-lo fotogràficament i d'aquesta manera encobrir les seves pròpies responsabilitats.
Des de juliol a octubre, es van exterminar 133.000 jueus més de les zones de Lituània i Belarús i des d'agost a octubre altres 66.337 jueus a la zona de Minsk, a càrrec de l'Einsatzgruppe C. Totes les estadístiques eren lliurades a Reinhard Heydrich i transmeses directament en persona a Heinrich Himmler. El mateix grup, comando 5, va arribar el 5 d'octubre a Dnipropetrovsk i va assassinar 30.000 jueus d'aquesta ciutat, la majoria ancians, que no estaven en condicions de marxar al costat de l'exèrcit roig quan es va abandonar la ciutat. Van ser enterrats als afores de la ciutat en rases antitancs. La Wehrmacht no va estar lliure de responsabilitats, ja que el VI exèrcit a càrrec de von Reichenau va col·laborar obertament a la zona de Minsk. Quan Paulus va assumir el comandament, es va prohibir estrictament als soldats que seguissin col·laborant.
L'Einsatzgruppe C a càrrec d'Otto Ohlendorf va exterminar al Caucas i Crimea uns 90.000 jueus. Per a principis de 1942, s'havien exterminat al voltant de 229.052 jueus i Stahlecker va declarar Lituània i Crimea Judenfrei (lliure de jueus). Aquests grups fins i tot van arribar a actuar a Stalingrad una mica abans que el VI Exèrcit fóra voltat. Part de la població russa, especialment la ucraïnesa, que havia rebut bé els alemanys, va donar suport i participà activament en totes les accions d'aquests comandos.

## L'Informe Jäger
Els Einsatzgruppen van deixar constància escrita de les seves massacres. L'informe Jäger n'és un dels més famosos expedients que van deixar aquests «funcionaris». Aquest document descriu l'operació de l’ Einsatzkommando 3 efectuada durant cinc mesos a Lituània i inclou una llista detallada que resumeix cada operació. En total, la suma de les seves víctimes ascendeix a 137.346 persones als estats bàltics. S'hi pot llegir-se una frase que resumeix la filosofia i l'objectiu d'aquests grups: «... puc confirmar avui que l' Einsatzkommando 3 ha arribat a la meta de solucionar el problema jueu a Lituània. No hi ha jueus a Lituània, Lituània està neta de jueus.»

## Després de la Guerra
Al final de la Segona Guerra Mundial, es va posar els líders principals dels Einsatzgruppen davant els tribunals d'ocupació americans, enfrontant els càrrecs de crims contra la humanitat, crims de guerra i qualitat de membres de les SS (que havia estat declarada una organització criminal). Aquest plet és conéix com el procés dels Einsatzgruppen als Judicis de Nuremberg. Catorze condemnes a mort i dues absolucions en van resultar, encara que solament es van practicar quatre execucions el 7 de juny de 1951, mentre la resta de les condemnes van ser commutades.

## Organització
- Einsatzgruppe A en el Bàltic amb

Sonderkommando Arājs (en alemany, referit a forces especials; no confondre amb els Sonderkommandos dels camps de concentració)
Einsatzkommandos 2 i 3, units al Grup d'Exèrcits Nord.
- Einsatzgruppe B en Belarús amb

Sonderkommandos 7 a i 7 b, els
Einsatzkommandos 8 i 9, i també : una "força especial" per al cas que Moscou fos capturada. Units al Grup d'Exèrcits Centre.
- Einsatzgruppe C en Ucraïna amb

Sonderkommandos 4 a i 4 b i
Einsatzkommandos 5 i 6. Units al Grup d'Exèrcits Sud.
- Einsatzgruppe D a Bessaràbia, al sud d'Ucraïna, Crimea i eventualment en el Caucas amb

Sonderkommandos 10 a i 10 b i
Einsatzkommandos 11 a, 11 b i 12.
En unió amb el Grup d'Exèrcits Sud.
Caps delsEinsatzgruppen
- Grup A: SS-Brigadeführer Dr. Franz Walter Stahlecker (fins al 23 de març de 1942)
- Grup B: SS-Brigadeführer Artur Nebe (fins a octubre de 1941)
- Grup C: SS-Gruppenführer Dr. Otto Rasch (fins a octubre de 1941)
- Grup D: SS-Gruppenführer Prof. Otto Ohlendorf (fins a juny de 1942).